# Bromberg am Kirbach

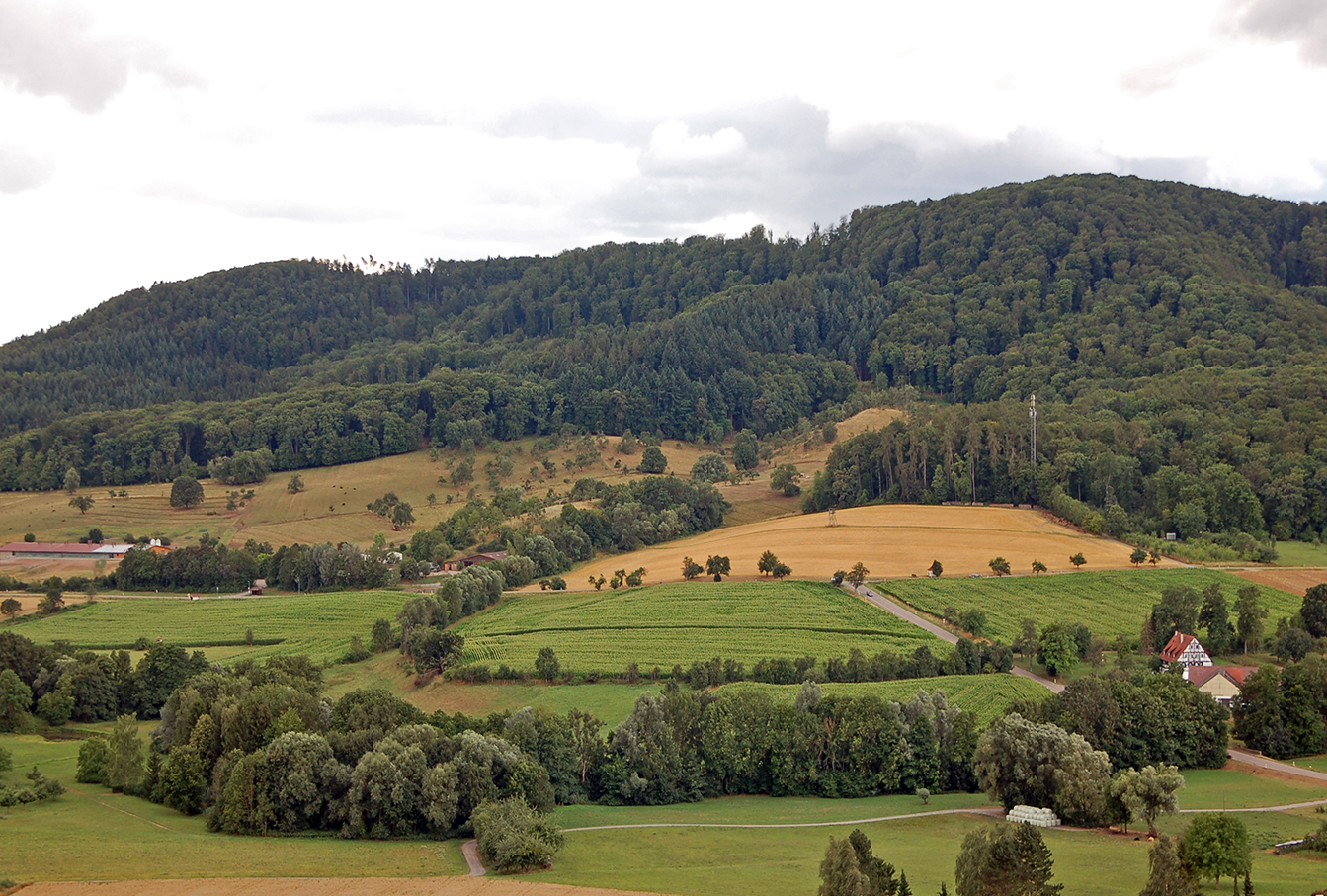
Bromberg-Panorama über dem Kirbach: links die Bromberger Höfe, darüber der Gaisbühl und der Sporn des Burgstalls, rechts die Bromberger Mühle

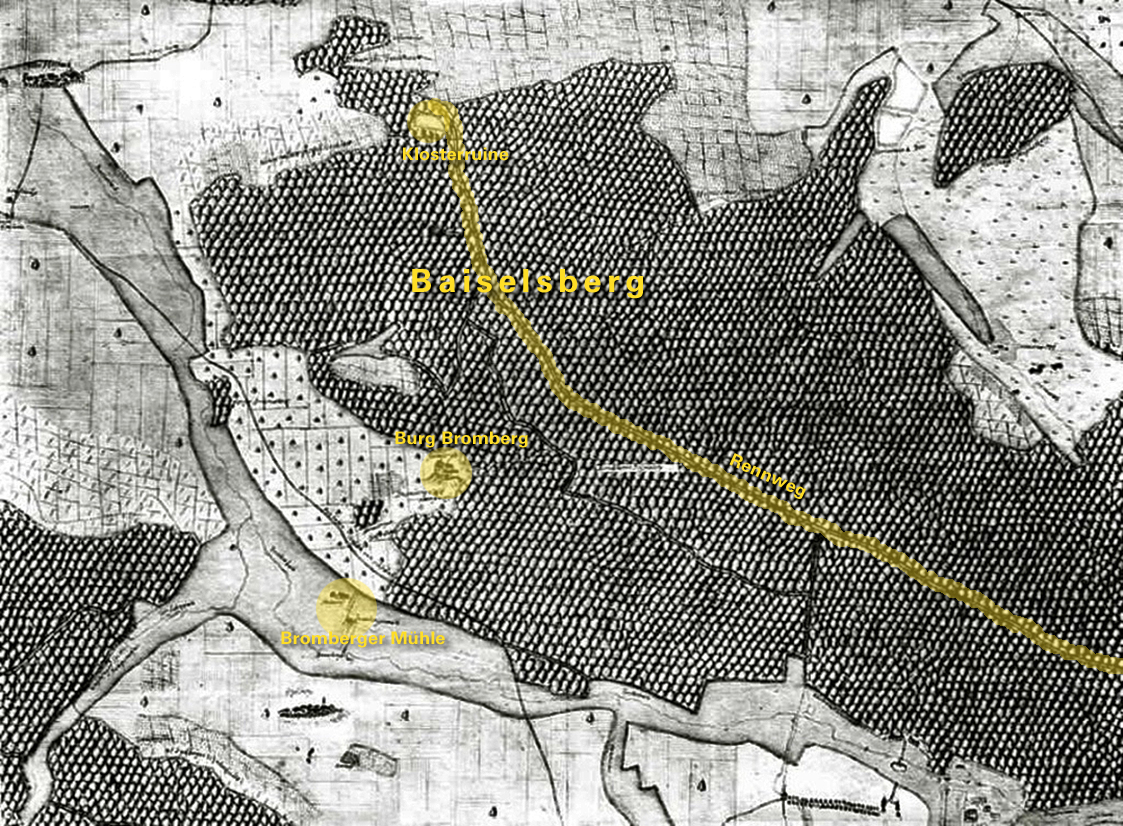
Forstkarte Nr. 98 von 1684 mit Markierungen

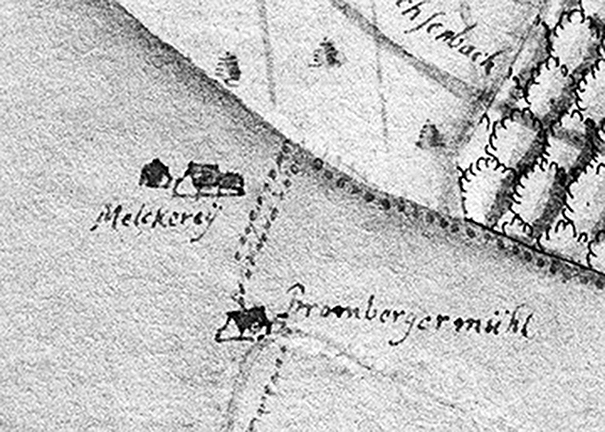
Forstkarten-Ausschnitt mit Mühle und Melkerei

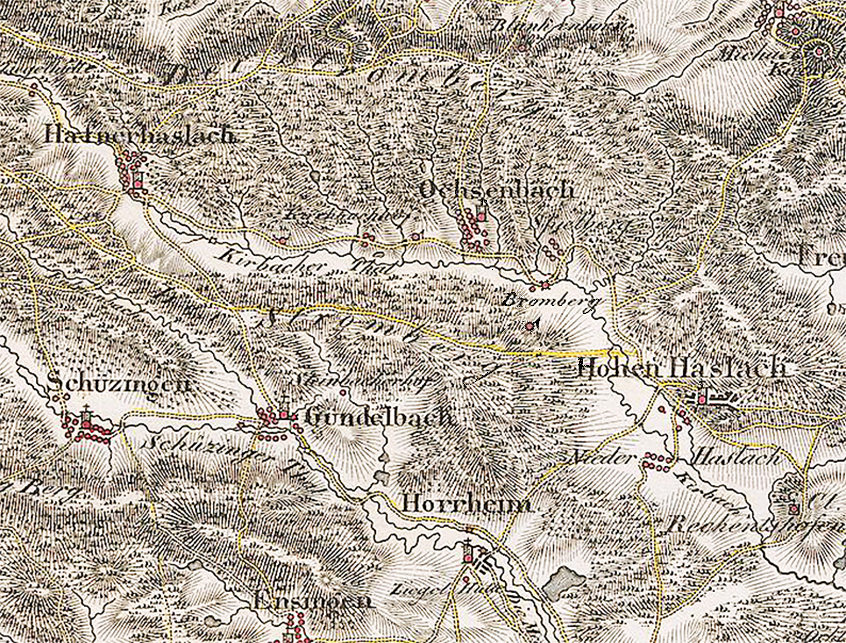
1808 war Bromberg auf Bohnenbergers Charte von Schwaben, Blatt 4, noch rudimentär verzeichnet

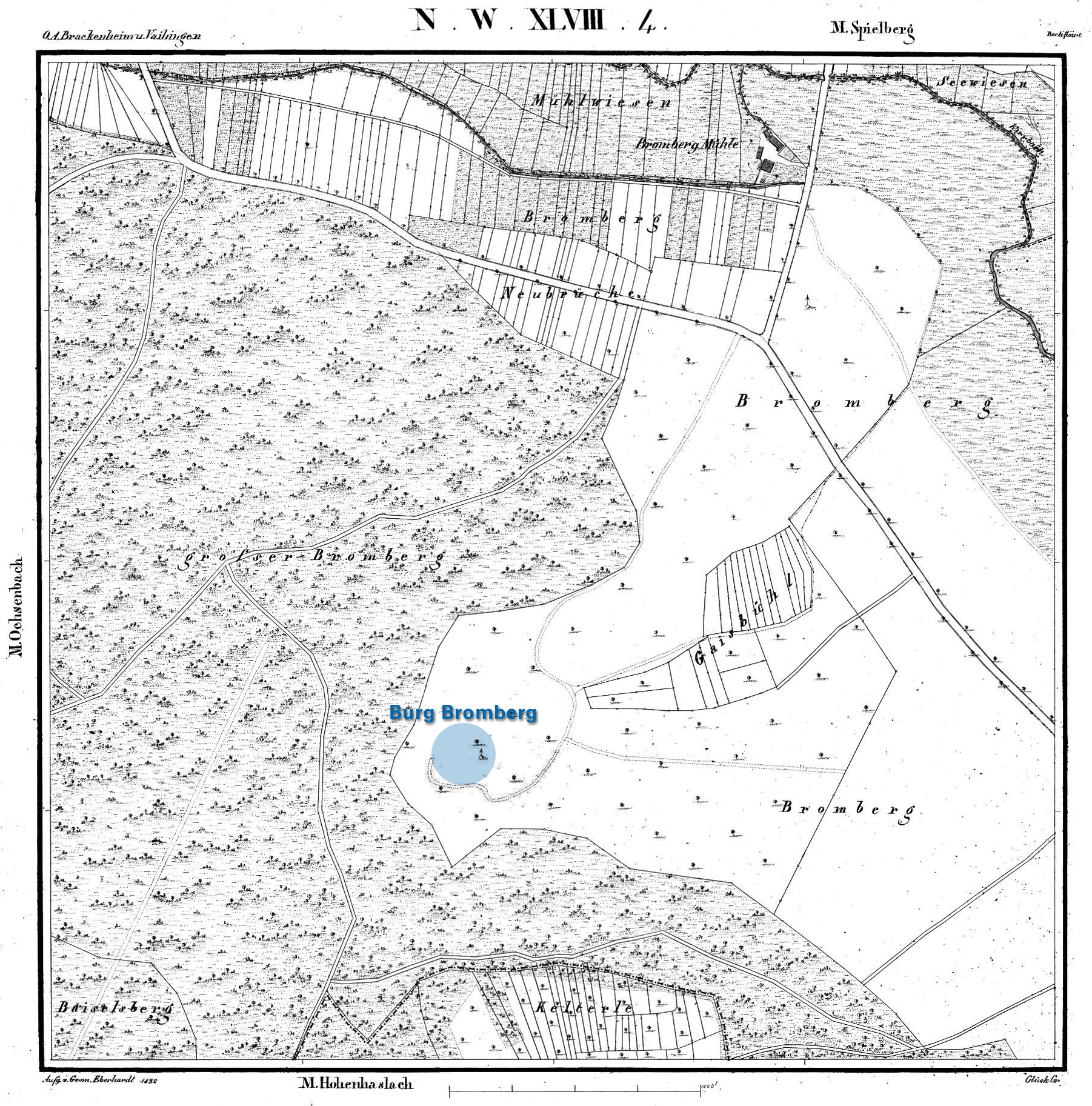
Burgstall, Mühle mit Graben sowie Bromberger Flurnamen auf der Flurkarte NW 48/4 von 1832. Der Gaisbühl weist Merkmale einer Wüstung auf

Bromberg am Kirbach ist eine Wüstung bei den unterhalb der Burg Bromberg gelegenen Bromberger Höfen, die zur Markung der Stadt Sachsenheim im baden-württembergischen Landkreis Ludwigsburg gehören.

## Geographie
Verschiedene Flur- und Siedlungsnamen erinnern noch an den abgegangenen Burgweiler Bromberg (mittelhochdeutsch Bramberc von bramo = Brombeere) am nördlichen Hangfuß des Baiselsbergs. Der zwischen Ochsenbach und Hohenhaslach südlich von Spielberg gelegene Weiler erstreckte sich von der bis heute existenten Bromberger Mühle am Kirbach (Höhe: 250 m ü. NN) über die 1684 abgebildete Melkerei bei den heutigen Aussiedlerhöfen Bromberger Höfe (Höhe: 260 m ü. NN) vermutlich bis auf den Gaisbühl (Höhe: 280 m ü. NN), dessen Struktur und inselhafte Lage in der Flur auf eine Wüstung schließen lässt. Hangaufwärts zeichnet sich auch der Burgstall der Burg Bromberg (Höhe: 326 m ü. NN) deutlich vom Umfeld ab. Den ersten kartographischen Beleg für Branberg bzw. Bromberg lieferte die 1590 erstellte Forstkarte von Georg Gadner.
Die einst eigenständige Gemarkung blieb nach der Teilwüstung des Weilers auch unter württembergischer Herrschaft erhalten. Deren Förster bewirtschafteten den Bromberger Wald als extra versteinte Forstparzelle. Die Bromberger Hofe sind heute noch Staatsdomäne. Wann das in Maulbronner Klosteramtsakten als Amtsort aufgeführte Bromberg großteils abgegangen ist, konnte bislang nicht geklärt werden. Luftbildprospektion oder Bodenuntersuchungen könnten Erkenntnisse über das Ausmaß der Siedlung, die genaue Lage und den Streufaktor ihrer Gebäude liefern.
Der heute Schlössle genannte Burgstall der Burg Bromberg liegt auf einem kleinen, ob seiner Kegelform vermutlich von Menschenhand erhöhten Bergsporn oberhalb des Gaisbühls auf einer Höhe von 326 m ü. NN. Der Weg von der Bromberger Mühle über den Weiler zur Burg hinauf führte östlich und südlich um die Burg herum über zwei bergseitige Halsgräben zum Burgtor.
Oberhalb der Burg verlief auf dem Kamm des Baiselsbergs ein Rennweg, der auch als Markungsgrenze von Hohenhaslach und Horrheim diente. Rund 300 Meter südlich vom Burgstall findet sich in einer Klinge die Kleinsiedlung Kelterle, rund 800 Meter südlich stößt man auf Relikte des Frauenklosters Baiselsberg. Nordöstlich von den Bromberger Höfen lag einst der früh abgegangene Weiler Schippach mit einer 1690 abgebrannten Mühle bei der Mündung des Schippachs in den Kirbach. Deren erste bekannte Besitzer waren die häufig mit den Brombergern genannten Herren von Magenheim.

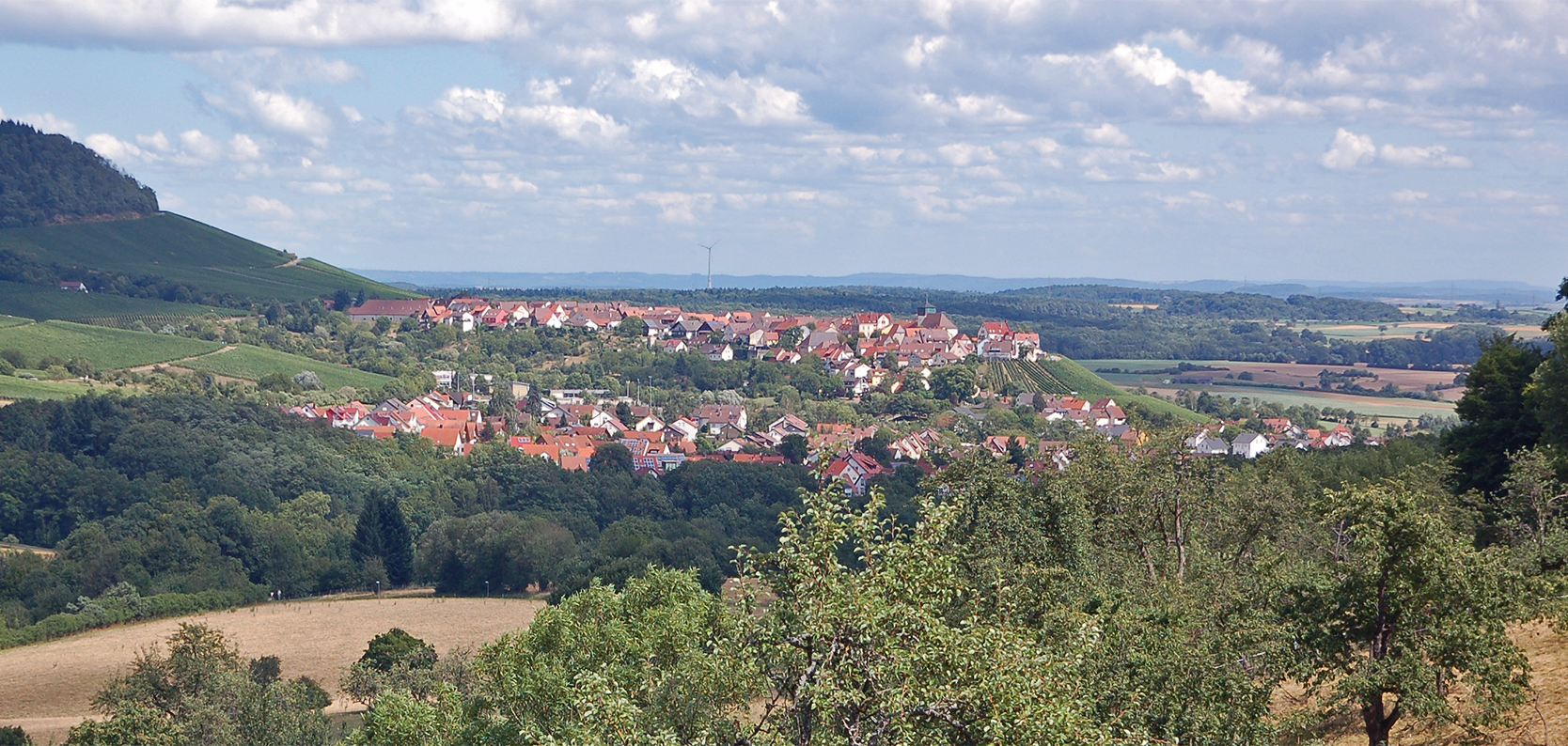
Hohenhaslach vom Burgstall gesehen

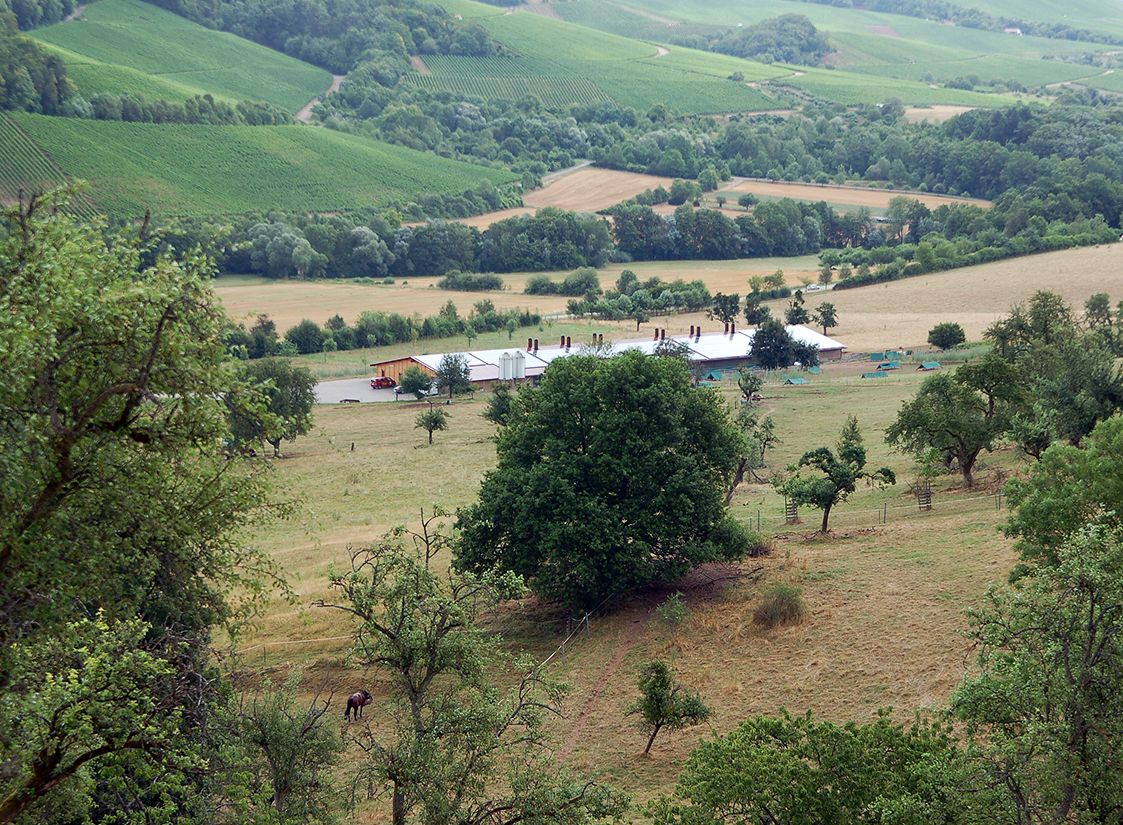
Große Stallung und Weiden der Bromberger Höfe

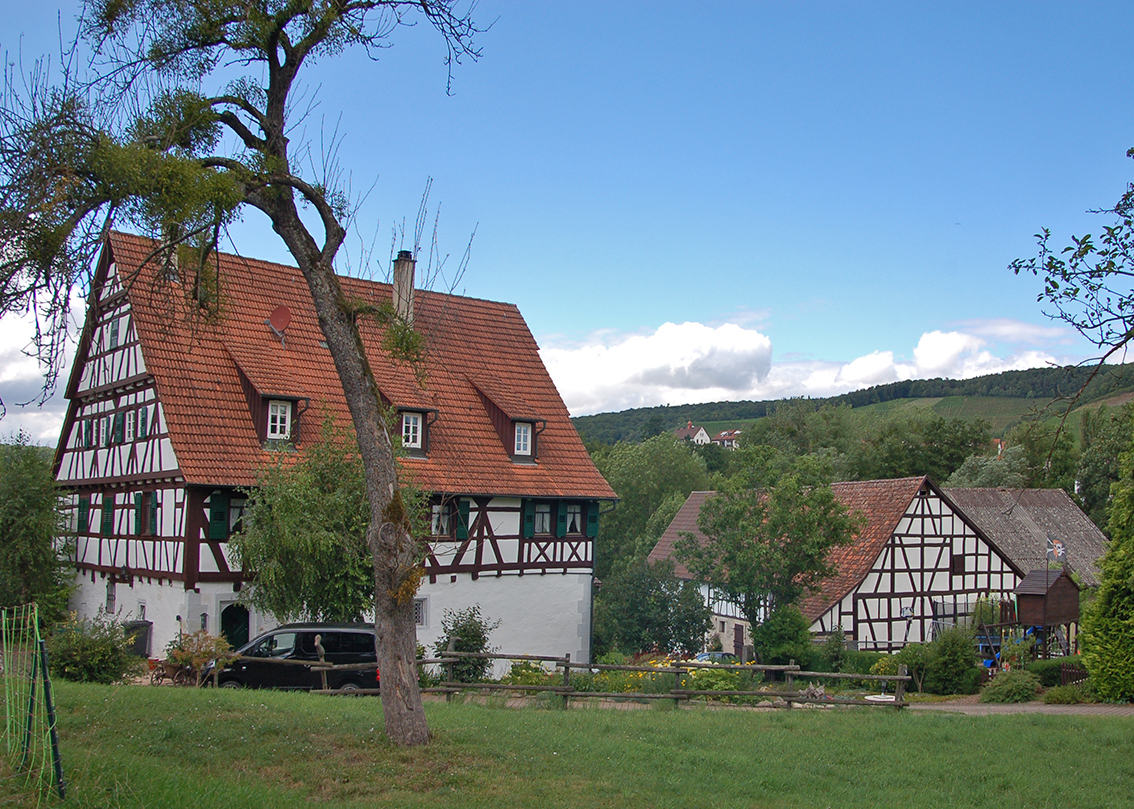
Bromberger Mühle von 1610, belegt seit 1161

## Geschichte

### Stammsitz der Edelfreien von Bromberg
1161 wurde die Bromberger Mühle als Besitz des Klosters Odenheim und 1203 die Burg Bromberg als „Branburc“ erstmals erwähnt. Nach ihr nannte sich das vom 13. bis 15. Jahrhundert bezeugte edelfreie Geschlecht der Herren von Bromberg, das möglicherweise in einem Verwandtschaftsverhältnis, später auch in einem Lehensverhältnis zu den Grafen von Vaihingen stand. 1203 schlichtete Bischof Konrad von Speyer einen Streit zwischen Walter von „Branburc“ und dem Kloster Maulbronn über das Patronatsrecht der Pfarrei in Knittlingen.
1286 verkauften Berthold, Ulrich, Konrad und Volmar von „Branburc“ an das Kloster Maulbronn 8 Ohm von ihrer Gündelbacher Weinbede („precaria nostra vini in Gindratebach“).
1317 verkaufte Ulrich vom Stein dem Kloster Maulbronn 15 Pfund Heller jährlichen Zins aus der benachbarten Mühle in Schippach (östlich von der Bromberger Mühle) „nebst 3 Pfund Heller jährlichen Zins auf der Oberen Mühle (vermutlich die von Bromberg) und 6 Hühner auf der Kalkwiese“ bei Ochsenbach und hatte möglicherweise bereits die Nachfolge der Herren von Bromberg angetreten oder in ihre Familie eingeheiratet.

### Rittergut unter württembergischer Lehensherrlichkeit
Burg und Weiler Bromberg waren bereits 1335 dem Haus Württemberg als Lehen aufgetragen, das die Württemberger spätestens ab 1338 den Herren vom Stein, später unter anderen den Herren von Güglingen, von Sternenfels, von Riexingen und von Sachsenheim verlehnten. Unter den beiden letztgenannten Besitzern wurde das Rittergut Bromberg in zwei Hälften geteilt: Dem oberen Teil diente die Burg als Sitz, dem unteren ein Herrenhof. Als 1464 Osterbronn von Riexingen die Burg samt Zugehörde an die Herren von Sachsenheim verkaufte, umfasste die obere Hälfte „265 Morgen Walds mit den darin liegenden Wiesen“. Dazu zählten nach einem späteren Kaufbrief das Schloss „samt einer davor stehenden Behausung, Scheuern, Stallung, Hofraithen, und allen anderen Zugehörden und Gerechtigkeiten, Gärten und Gütern“ sowie das „Waidwerk auf dem Bromberg und auf Ochsenbacher, Spielberger, Hohenhaslacher, Horrheimer und Steinbacher Zehenten“.
Nachdem sich ab den 1560er Jahren die Täufer-Bewegung im Stromberg breitgemacht hatte, zählte das Rittergut Bromberg zu den Problemzonen, um die sich der Dekan von Vaihingen und das Klosteramt Maulbronn in den 1570er Jahren kümmern mussten.

### Vom Herzog an die umliegenden Flecken
1651 erbte Hans Sigmund Hehlin den oberen Teil Brombergs und erwarb 1654 den unteren Teil um den „Nirbenhof“. Dazu gehörte laut Lagerbuch von 1603 „eine neue Behausung, Scheuer, Ställe und Bronnen, dazu sonstige andere Zugehör, alles unterhalb des Schlosses bei einander liegend, Äcker, Wiesen, 267 Morgen Walds, Gülten, Leibeigene an verschiedenen Orten [...]“. 1664 verkaufte Hehlin den oberen und unteren Bromberg um 10.000 fl. und 300 fl. Leihkauf an Herzog Eberhard III. von Württemberg, der Bromberg zunächst der herzoglichen Rentkammer zuteilt, die Bromberg am 4. Juni 1766 an die drei Gemeinden Hohenhaslach, Ochsenbach und Spielberg „um jährlich 800 fl. in perpetuirlichen Bestand“ vergab. Zur Grenzziehung wurde der alte Rennweg herangezogen. Um 1808 wurden Bromberg nur noch rudimentär und das Schloss als Ruine auf Bohnenbergers topographischer „Charte von Schwaben“ verzeichnet. Das seit den 1730er Jahren wegen seiner Baufälligkeit nicht mehr bewohnbare Schloss fiel der Gemeinde Ochsenbach zu, die die Ruine 1824 bis auf die Fundamente abtragen ließ und die Steine „zum Bau der im Thal vorbeiführenden Vicinalstraße“ verwendete.

## Relikte
Während Karl Eduard Paulus um 1872 die Oberamtsbeschreibung Brackenheim verfasste, war die Bromberger Markung noch extra versteint. Der ehemalige Burgweiler bestand neben der Mühle noch aus einem einzelnen Haus und einer 210 Morgen großen Staatsdomäne (146,5 Morg. Äcker, 60 Morg. Wiesen und 31,5 Morg. Gärten); die Güter waren einzeln verpachtet. Der Kegelstumpf des Burgstalls, der Weg zum Tor der ehemaligen Vorburg und Grabenrelikte sind heute noch sichtbar. Wo im Mittelalter vermutlich ein kleines Waldhufendorf angelegt war, stehen heute moderne Aussiedlerhöfe mit Hofladen und Besenwirtschaft, die Bromberger Höfe heißen. Den Hang um den Burgstall nutzen sie als Weideland für Pferde und Rinder.
Erhalten blieb einzig die 1161 erstmals erwähnte Bromberger Mühle samt ihrem Mühlgraben. Das bestehende Hauptgebäude „mit bemerkenswertem Zierfachwerk“ wurde gemäß einer Inschrift am Türsturz 1610 erbaut. Das zu Beginn des 20. Jahrhunderts installierte und 1984 restaurierte oberschlächtige Wasserrad sei mit 9,1 Metern Durchmesser „eines der größten Mühlräder in Deutschland“. Es wird allerdings nicht mehr genutzt.